# Frei Lagonegro
Frei Lagonegro là một đô thị thuộc bang Minas Gerais, Brasil. Đô thị này có diện tích 168,79 km², dân số năm 2007 là 3342 người, mật độ 17,6 người/km².